# Dieffenbachia wurdackii
Dieffenbachia wurdackii är en kallaväxtart som beskrevs av Thomas Bernard Croat. Dieffenbachia wurdackii ingår i släktet prickbladssläktet, och familjen kallaväxter. Inga underarter finns listade.